# Elhadj Baïla Ly
Ne doit pas être confondu avec Bocar Baïla Ly.
Pour les articles homonymes, voir LY.
Elhadj Baïla Ly est un homme politique guinéen.
Membre du Rassemblement du peuple de Guinée de l'ancien président Alpha Condé,,,.

## Biographie
Député uninominal de la préfecture de Dinguiraye de 2020 à 2021 de la dernière législature de mars 2020. Il est membre de la commission mine et industrie de la 9eme législative de la république de Guinée.